# 前374年
| 千纪： | 前1千纪 |
| 世纪： | 前5世纪 \| 前4世纪 \| 前3世纪 |
| 年代： | 前400年代 \| 前390年代 \| 前380年代 \| 前370年代 \| 前360年代 \| 前350年代 \| 前340年代                                                                                               |
| 年份： | 前379年 \| 前378年 \| 前377年 \| 前376年 \| 前375年 \| 前374年 \| 前373年 \| 前372年 \| 前371年 \| 前370年 \| 前369年                                                                 |
| 纪年： | 周烈王二年 魯共公九年 田齊桓公元年 晉孝公十五年 趙成侯元年 魏武侯二十二年 韓哀侯三年 秦獻公十一年 楚肅王七年 宋休公二十二年 衛慎公四十一年 燕後簡公四十一年 越王錯枝元年 中山桓公七年 |

## 大事记
- 雅典試圖退出底比斯-斯巴達戰爭並與斯巴達和解。
- 韓國的嚴遂殺害了韓哀侯。韓国人擁立了韓懿侯。

## 逝世
- 埃瓦戈拉斯在塞浦路斯遇刺身亡
- 韓哀侯被嚴遂所殺